# Samsung Galaxy J
Samsung Galaxy J é um smartphone desenvolvido e fabricado pela Samsung Electronics que roda o sistema operacional Android, do Google. Esta linha de smartphones foi originalmente desenvolvida pela operadora de telefone japonesa NTT DoCoMo no outono de 2013 e a versão internacional foi lançada em Taiwan em dezembro do mesmo ano. O dispositivo possui um processador Qualcomm Snapdragon 800 com quatro núcleos de até 2.36 GHz, 3 GB de memória RAM e uma tela Super AMOLED com resolução em alta definição máxima.

## Especificações

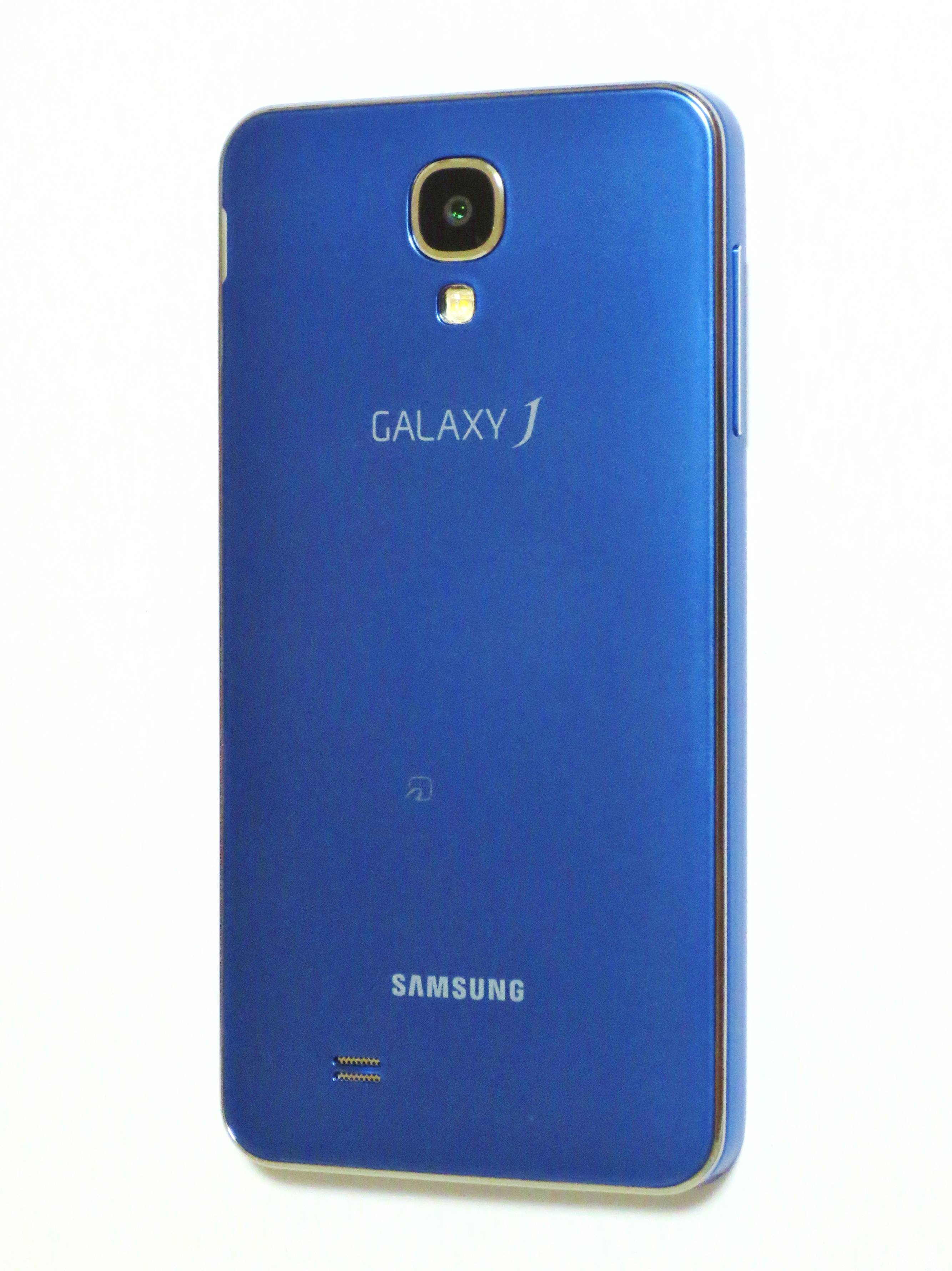
Vista traseira do modelo japonês, SC-02F

### Hardware
O aparelho é equipado com o chipset Snapdragon 800, que inclui processador de 2.36 GHz, a GPU Adreno 330 e 3 GB de memória RAM, com armazenamento interno de 32 GB e uma bateria de 2600 mAh. O Galaxy J conta com uma tela Super AMOLED de 5 polegadas com resolução em alta definição máxima. Também inclui uma câmera traseira de 13,2 megapixels com Flash Power HCRI LED e câmera frontal de 2,1 megapixels. O telefone não suporta conectividade USB 3.0, em comparação com o Samsung Galaxy Note 3.

### Software de sistema
Este telefone inicialmente veio com o Android 4.3 Jelly Bean e agora pode ser atualizado para o Android 5.0 Lollipop.